# Azimut (astronomi)
 For alternative betydninger, se Azimut. (Se også artikler, som begynder med Azimut)
Azimut betegner retningen til et himmellegeme, målt i grader, langs horisonten fra nord mod øst. Denne vinkel udgør den ene af de to astronomiske koordinater til himmellegemet.
Vinklerne kan måles med et azimutalinstrument.
Sammenhængen mellem azimut og de mere dagligdags betegnelser for verdenshjørnerne fremgår af denne tabel:
| Navn     | Azimut        |
| -------- | ------------- |
| nord     | 0° eller 360° |
| nordøst  | 45°           |
| øst      | 90°           |
| sydøst   | 135°          |
| syd      | 180°          |
| sydvest  | 225°          |
| vest     | 270°          |
| nordvest | 315°          |

## Ekstern kilde/henvisning
- Politikens Nudansk Ordbog 1. udgave 1999

| Naturvidenskab | Spire Denne naturvidenskabsartikel er en spire som bør udbygges. Du er velkommen til at hjælpe Wikipedia ved at udvide den. |